# Bertil Roos
Bertil Roos (* 12. Oktober 1943 in Göteborg; † 31. März 2016 in Wilkes-Barre, Pennsylvania) war ein schwedischer Automobilrennfahrer, der unter anderem ein Rennen in der Formel 1 bestritt.

## Karriere
Bertil Roos begann seine Karriere in der Klasse Super Vau und gewann 1973 den Amerikanischen Super-Vau-Titel. Er fuhr anschließend in der Formel-2-Europameisterschaft und in der Kanadischen Formel Atlantic. Im Jahr 1974 wechselte Roos in die Formel 1. Er fuhr nur einen einzigen Grand Prix, den Großen Preis von Schweden in Anderstorp. Sein Shadow DN3-Ford-Cosworth blieb dabei bereits in der zweiten Runde mit Getriebeschaden liegen.
Bertil Roos beendete noch im selben Jahr seine aktive Karriere, übersiedelte in die USA und gründete eine heute sehr erfolgreiche Rennfahrerschule, die Bertil Roos Racing School.
Später kehrte er noch für ein paar Jahre als Rennfahrer zurück und gewann 1981 und 1982 die CanAm-Serie in der Klasse unter 2 Liter.